# 永丰库遗址
29°52′34.83″N 121°32′35.11″E / 29.8763417°N 121.5430861°E
永丰库遗址是中国浙江省宁波市海曙区境内一处元代衙署仓储遗址。遗址位于宁波鼓楼东侧，唐宋子城遗址东南角，经过2001年、2002年两期考古发掘，发现布局完整的宋、元、明三代仓储遗址，其中包括建筑基址、道路、庭院、水井等设施遗迹，出土文物800余件。经考证，所在地先后为南宋常平仓、元代永丰库和明代宏济库。永丰库遗址是中国考古界最早发现的古代地方大型仓储遗址，出土文物证实宁波是古代海外贸易的始发港之一。2003年4月，永丰库遗址成为全国十大考古新发现之一，2006年6月成为全国重点文物保护单位，2016年成为中国世界遗产预备名单项目“海上丝绸之路”遗产点。遗址现作为永丰库遗址公园对外开放。

## 发掘过程
永丰库遗址位于宁波鼓楼东侧，古代宁波子城范围内，占地面积6000平方米，曾为宁波市公安局所在地。21世纪初，一家房地产开发公司计划投资2亿元人民币，在此开发商住楼项目。因项目选址位于重点考古区域，由宁波市文物考古研究所组建考古队，于2001年9月10日对此地进行抢救性发掘。发掘的最初目的是发现唐宋子城东南城墙、护城河以及衙署等建筑，但经过挖掘探沟，并未发现城墙遗迹，却在元代地层中意外发现了若干基石。扩大发掘范围后，出土的基石和砖墙，勾勒出一座长方形大型建筑轮廓，其中出土大量器物残片，以瓷器为主，同类建筑遗址在浙江省内为首次发现:6-7。
由于遗址规模较大，形制独特，在考古学家和市民的呼吁下，宁波市政府暂停了计划中的房地产开发项目，并于2002年3月由市考古所对遗址进行了第二期考古发掘。此次发掘对遗址进行了全面揭露，发掘面积达到3500平方米。为保留元代仓储遗址，发掘并未完全清理到生土。此次发掘中，发现两处单体建筑及道路、庭院、河道、水井等设施，证实遗址时代跨越宋、元、明三代，并出土文物800余件:8。发掘期间，考古学家徐苹芳、历史学家毛昭晰、建筑史学家傅熹年等专家和时任国家文物局局长单霁翔曾到发掘现场考察。

## 发掘成果

### 建筑遗迹
永丰库遗址年代跨越南宋、元、明三代，建筑遗迹类型包括房址、漫道、散水、道路、水井等，各时期建筑基础形成叠压、打破关系。遗址上方曾经存在的宁波市公安局地基及地下室对遗址的部分区域造成过破坏:16。

#### 南宋遗迹
遗址中的南宋遗迹包含两座建筑台基及周边道路、排水沟、花坛、地坪等附属建筑。最大的一号建筑台基为东西向，长61.51米，宽20.92米，占地面积1286.88平方米，建于北宋地层之上，外侧包砖，有收分，以南侧及东南、西南转角保存最为完好。包砖上刻有铭文，其中一部分为姓名，笔画较为粗俗。部分砖根据铭文，怀疑是利用其他建筑旧砖修筑。台基地层中出土越窑青瓷碗及部分福建产青瓷碗残片。台基东部有一条表面为锯齿形的漫道，向下倾斜，发掘出的长度为2米，宽2.59米，高0.82米。因漫道靠近府东河，推测为船只停泊用:17-21。
二号台基位于遗址东北部，与一号台基间相隔两座长方形花坛及散水。台基仅发掘了西南角，南北长9.5米，东西宽6米，推测南北长度应大于21.4米，东西宽16.7米。台基西部有踏道，修筑于暗沟之上。台基中多出土宋越窑瓷片:20-21。
遗址西北为砖砌地坪，南至一号台基，东至二号台基，被一条砖砌道路分隔，路中有回形、方胜形装饰纹样。地坪有修补痕迹，应为长期使用所致。地坪中有一座宋井，下为整砖错位砌筑，上由石板围竖而成，被明代建筑叠压，估计使用时代从南宋至明初。南宋地层中还包含7条砖砌排水沟，与子城府东河相通，宽度不等，部分沟渠有倾斜，形成干流、支流组合的排水系统:21-28。

#### 元代遗迹
遗址中的元代遗迹包括两座房址，分别位于两处南宋台基之上，下称一号、二号房址。其中，一号房址位于南宋一号台基上，呈长方形，墙外围东西长56.3米，南北宽16.7米，并未处于台基正中。在修建房屋时，对原有台基使用填土进行了平整，填土中包含部分南宋瓷片，以越窑青瓷为主，兼有福建及景德镇产影青瓷片。建筑主体以墙承重，墙基有长条形连磉，内填有瓦渣土，近表面处有方槽石，成排密布，间距0.6至0.9米，边长0.5至0.7米，制作粗糙，中有方孔边长13至15厘米，孔内立有永定柱，作为墙体主干。方槽石两侧有包砖，相隔1.34米，内填土和碎砖，在方槽石附近留有柱洞。建筑内部有三道隔墙，将建筑划分为四开间，均只保存了靠近东西墙的残段，做法与外墙类似，附近有倒塌痕迹:28-31。
二号房址位于南宋二号台基之上，墙基连磉开挖于南宋台基中。和一号房址与台基的关系不同，二号房址与台基的关系较为紧密。从已发掘的部分看，二号房址的建筑风格与一号房址类似，应当属于同一时代:31-32。

#### 明代遗迹
遗址中的明代遗迹包括三座房址及排水沟，房址下称三号、四号、五号房址。其中，三号房址叠压于元代一号房址之上，东、南墙利用元代残存的墙基底部，而北墙则向北偏移2.2米，整座建筑东西长58.2米，南北宽19.8米，西侧似有隔墙修筑于元代房址西隔墙上方。四号房址修建于元代二号房址之上，南墙范围比元代房址更靠南。五号房址则位于南宋地坪及水井之上，为坐北朝南三开间，已知进深三间，面阔18.6米。建筑外有东西山墙，东南有台门，台门内有道路。排水沟直接位于宋代排水沟之上，与府东河相通:33,36。

### 出土文物
永丰库遗址中出土了大量文物，以碎瓷片为主，完整及可复原文物总数达800余件。一号房址中曾出土唐代波斯蓝陶，为宁波海外贸易的重要证据。遗址中出土的南宋文物中，除越窑青瓷外，还包括景德镇影青瓷、龙泉窑、吉州窑、定窑及福建、浙南地区窑口出产的瓷器碎片，元代瓷片则包含龙泉窑、卵白釉、景德镇影青瓷、钧窑、磁州窑等瓷器，而明代瓷片则包含龙泉窑、德化窑、霁蓝釉、青花瓷等:66-111，出土宋、元影青瓷、白瓷的数量超过了宁波本地越窑瓷器的出土数量。除瓷器外，遗址中还出土唐代阳文“文房之印”铜印一枚，另有元代残碑两件，其中一件有元代浙东道宣慰使司都元帅“苫思丁”之名。

## 研究考证
据南宋《宝庆四明志》载，宋常平仓位于奉国门内。而《明成化宁波郡志》记载永丰库位于宋常平仓地基之上，明洪武初年与平准库合并，洪武三年更名为宏济库。结合地方志和考古发掘情况判定，此遗址为元代庆元路永丰库遗址，使用年代自南宋延续到了明代。根据《元至正续志》载，元代时，永丰库承担的职能是“收纳各名项断没赃罚钞及诸色课程”，即存放收缴、罚没的财物，同时承担存放征收来的盐税、茶税等各项税收收入:144-145。
永丰库遗址是中国考古界最早发现的古代地方大型仓储遗址，为同时期仓储建筑的形制提供了例证。2009年至2010年，江苏镇江双井路宋元粮仓遗址中发掘出类似永丰库遗址的建筑及墙基形式，为永丰库遗址的建筑提供了旁证。遗址中出土的陶瓷包括定窑、钧窑、磁州窑、龙泉窑和景德镇窑，在北宋窑系中，仅有耀州窑产品未在永丰库发现。韩国新安沉船中因出水带有“庆元路”字样的铜权而被认为是从宁波至日本博多的商船，该沉船中出水陶瓷的器型在永丰库出土文物中多能找到对应。这些证据印证了宁波在宋元时期海外贸易的兴盛，对研究中国古代陶瓷贸易也有重要价值。出土元代残碑中的“苫思丁”字样则指向元代庆元路总管、浙东道宣慰使司都元帅沙木斯鼎，为史书中的相关记载提供了印证:134-139。

## 保护与展示
由于遗址的重要性，2003年2月，宁波市政府拨款6000万元人民币收回遗址土地，并停止该地块的商业开发:8。为了对最重要的元代仓储遗址实施保护，考古发掘并未完全清理到生土便进行了回填。2003年4月，遗址成为2002年度全国十大考古新发现之一，2005年3月被列入浙江省文物保护单位，2006年6月被列入第六批全国重点文物保护单位:9，鼓楼东南墙基、府桥街建筑和蔡家弄圈定的区域为保护范围，建设控制地带则向南扩大到中山东路，向西扩大到公园路。2016年，永丰库遗址成为中国世界遗产预备名单项目“海上丝绸之路”首批遗产点。
永丰库遗址发现后，在2002年12月宁波海上丝绸之路文化周期间对外开放，数万名市民参观了发掘现场:8。2008年5月，在回填的遗址上方，宁波市政部门建设了永丰库遗址公园，对遗址进行等比例复制，并使用栈道限定参观路线。该遗址公园为宁波首个遗址公园，2009年3月正式对公众开放，2017年进行环境整治，并改善了标志系统。遗址中出土的文物及部分建筑构件则多藏于宁波博物馆。

## 图片

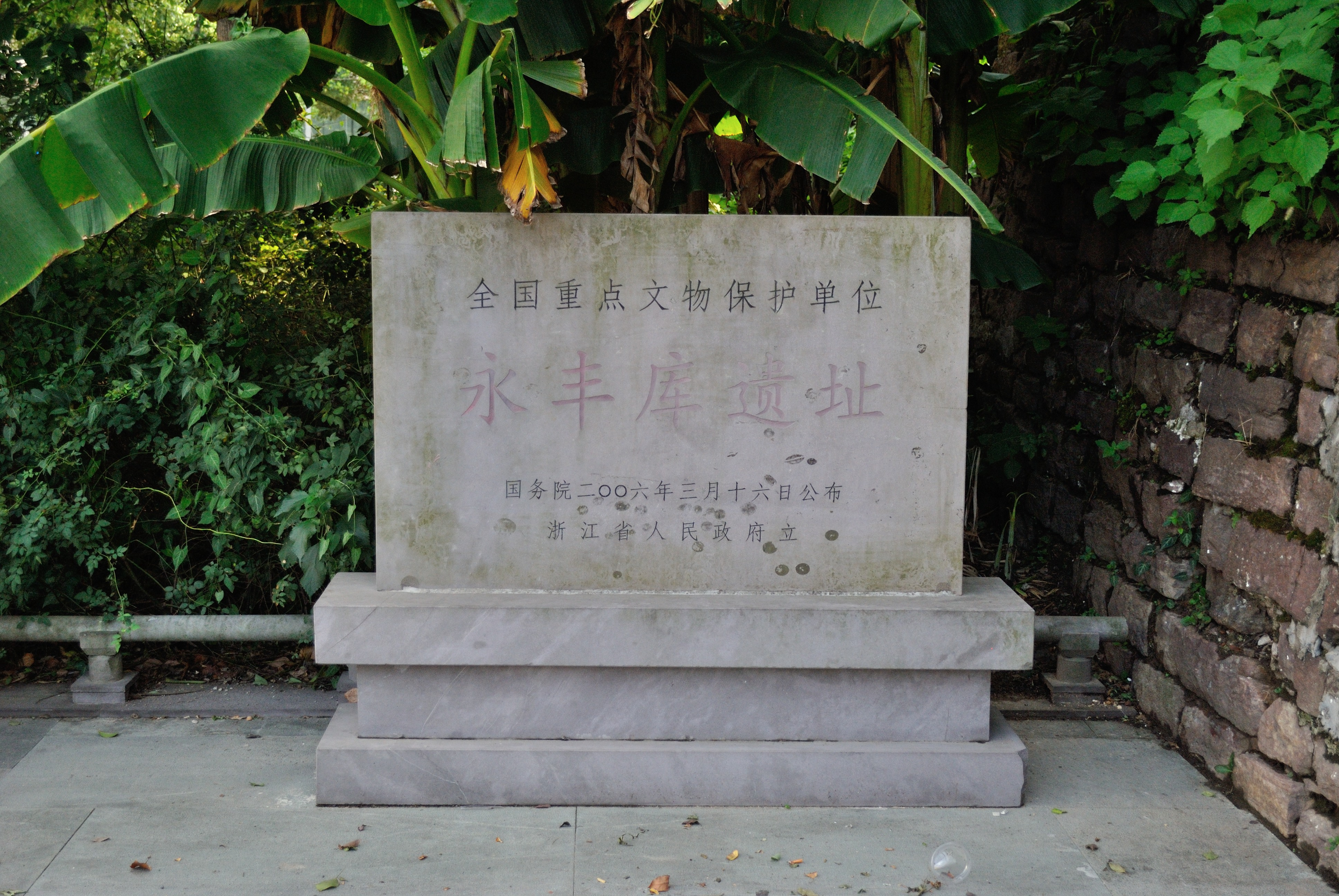
文物保护碑
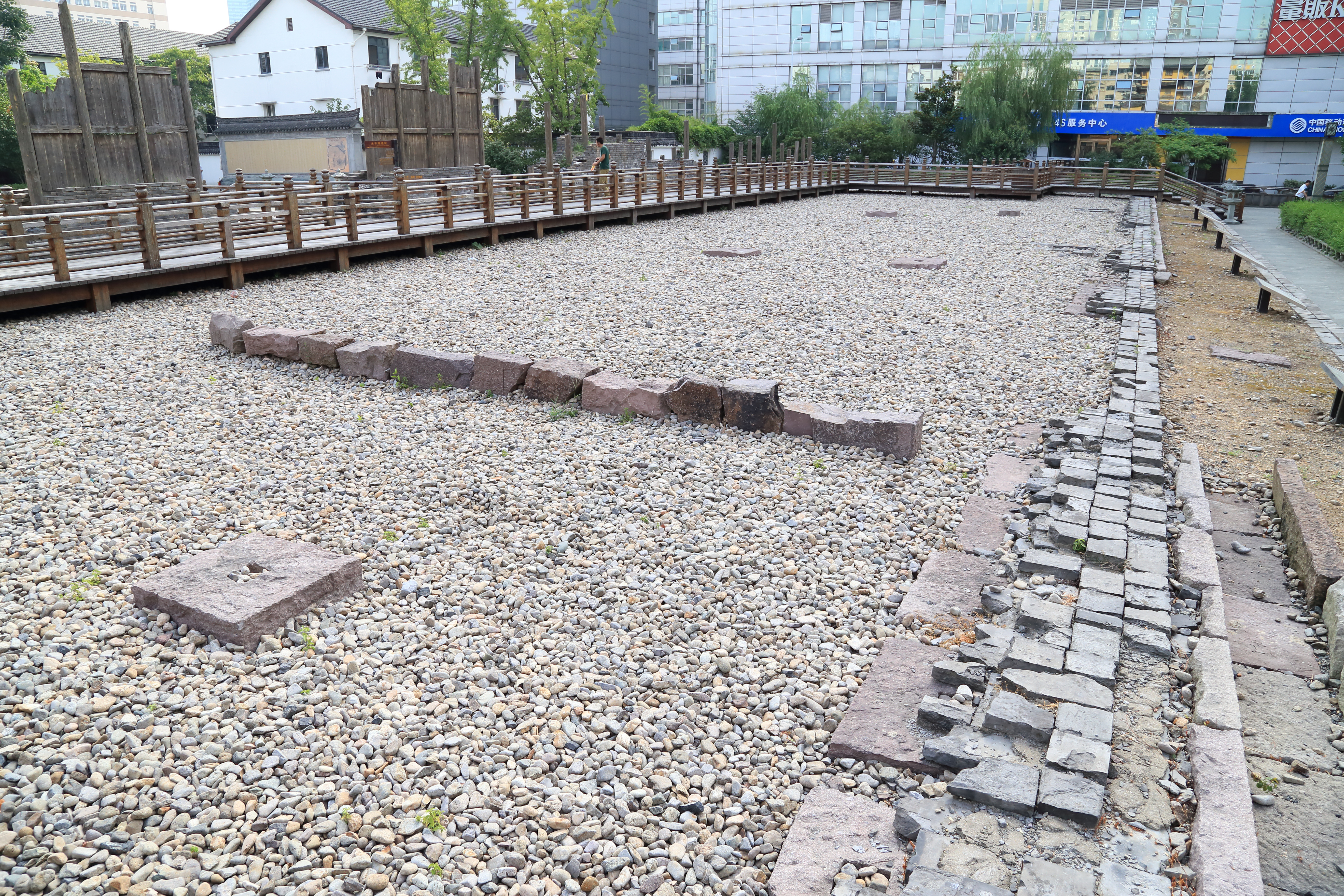
1号房址
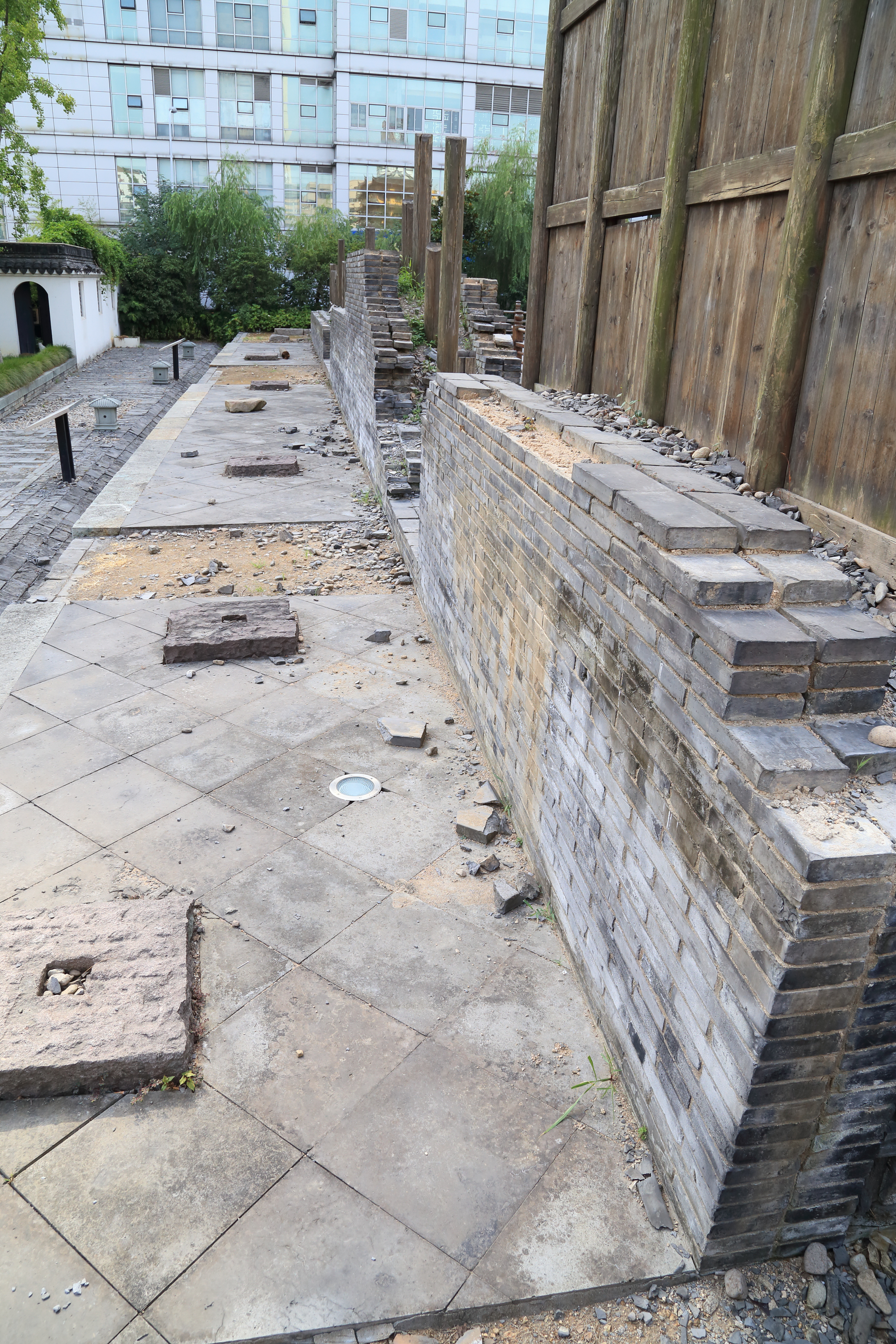
复原的地砖和墙壁
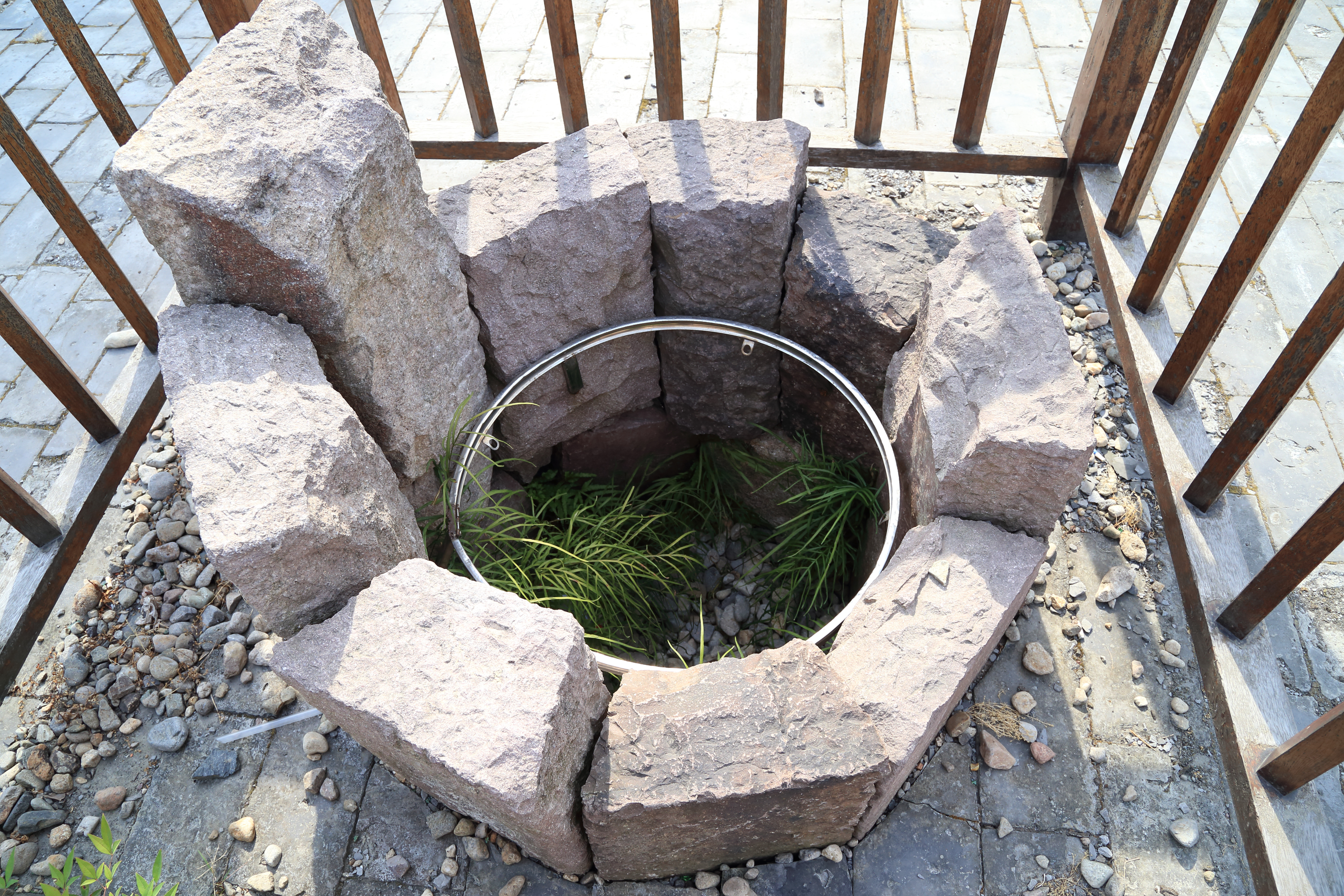
古井
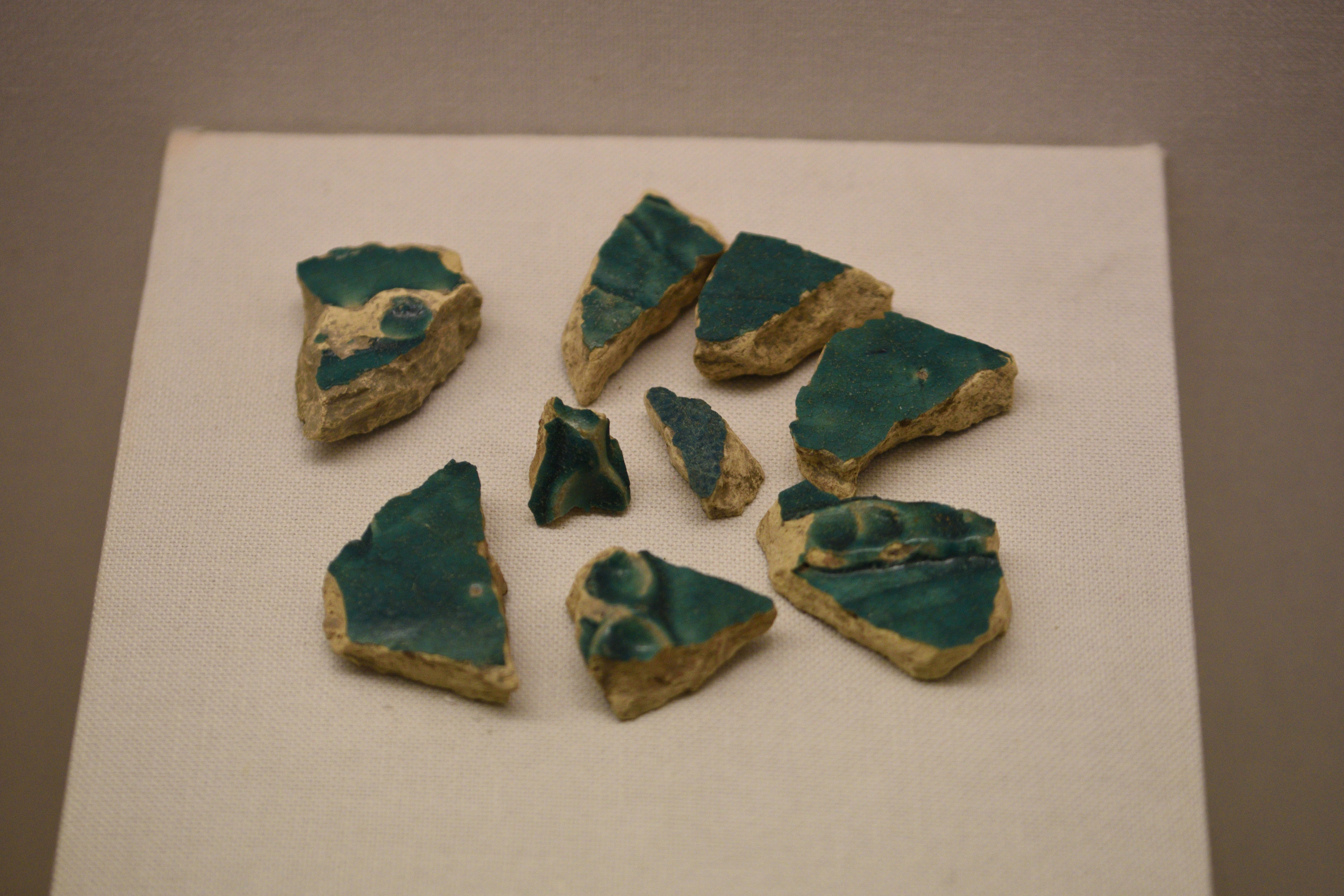
波斯蓝陶片
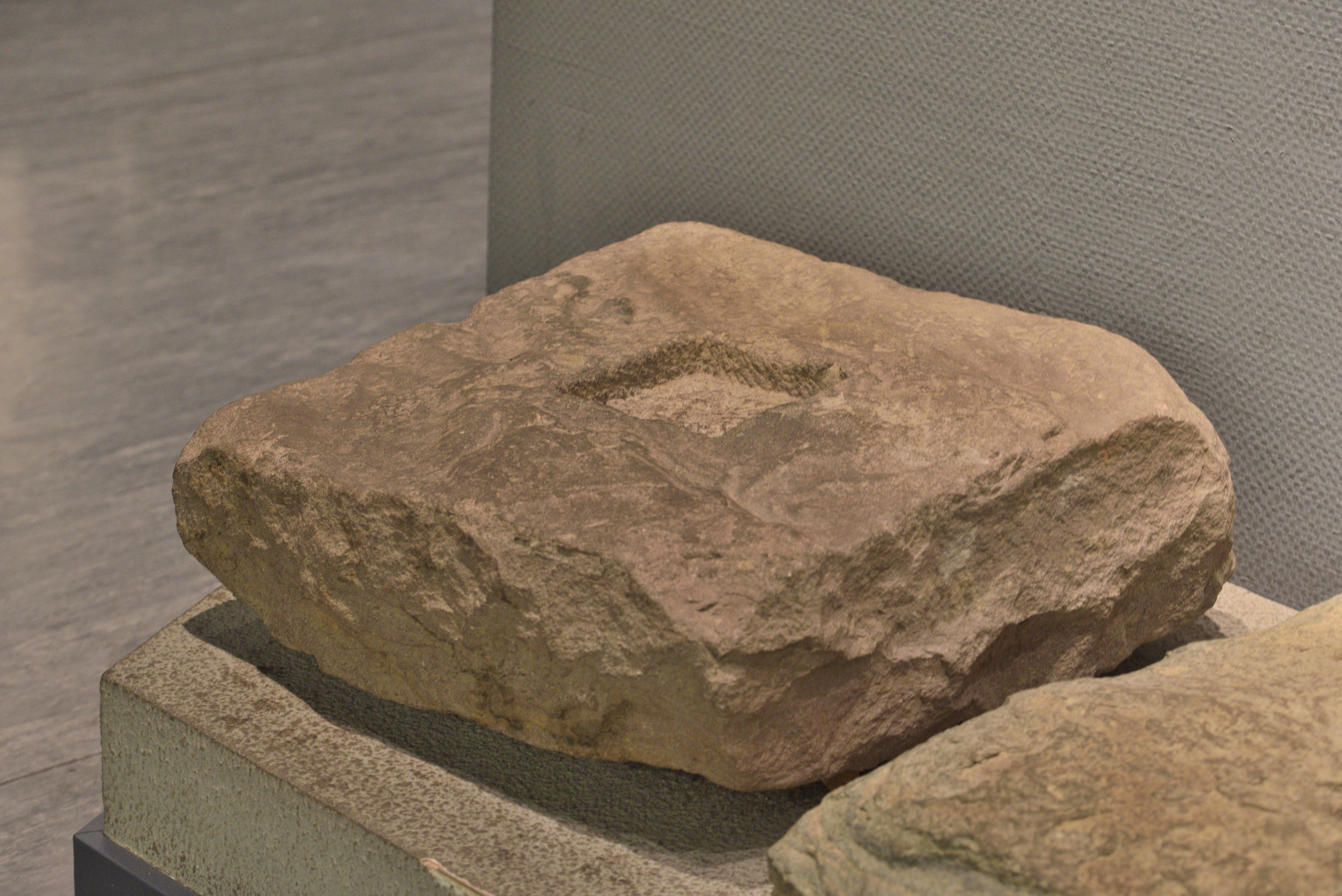
方槽石
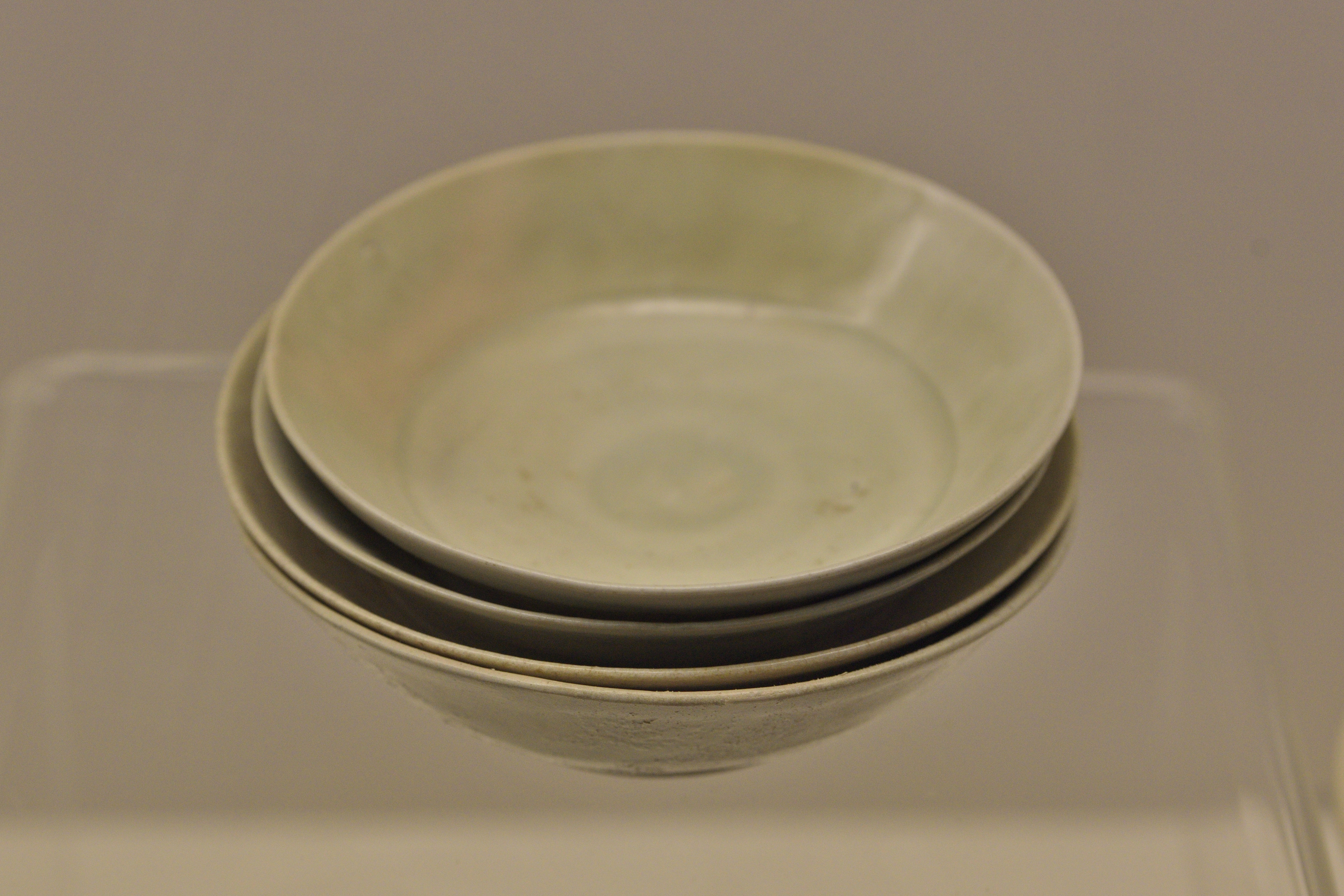
景德镇影青盘
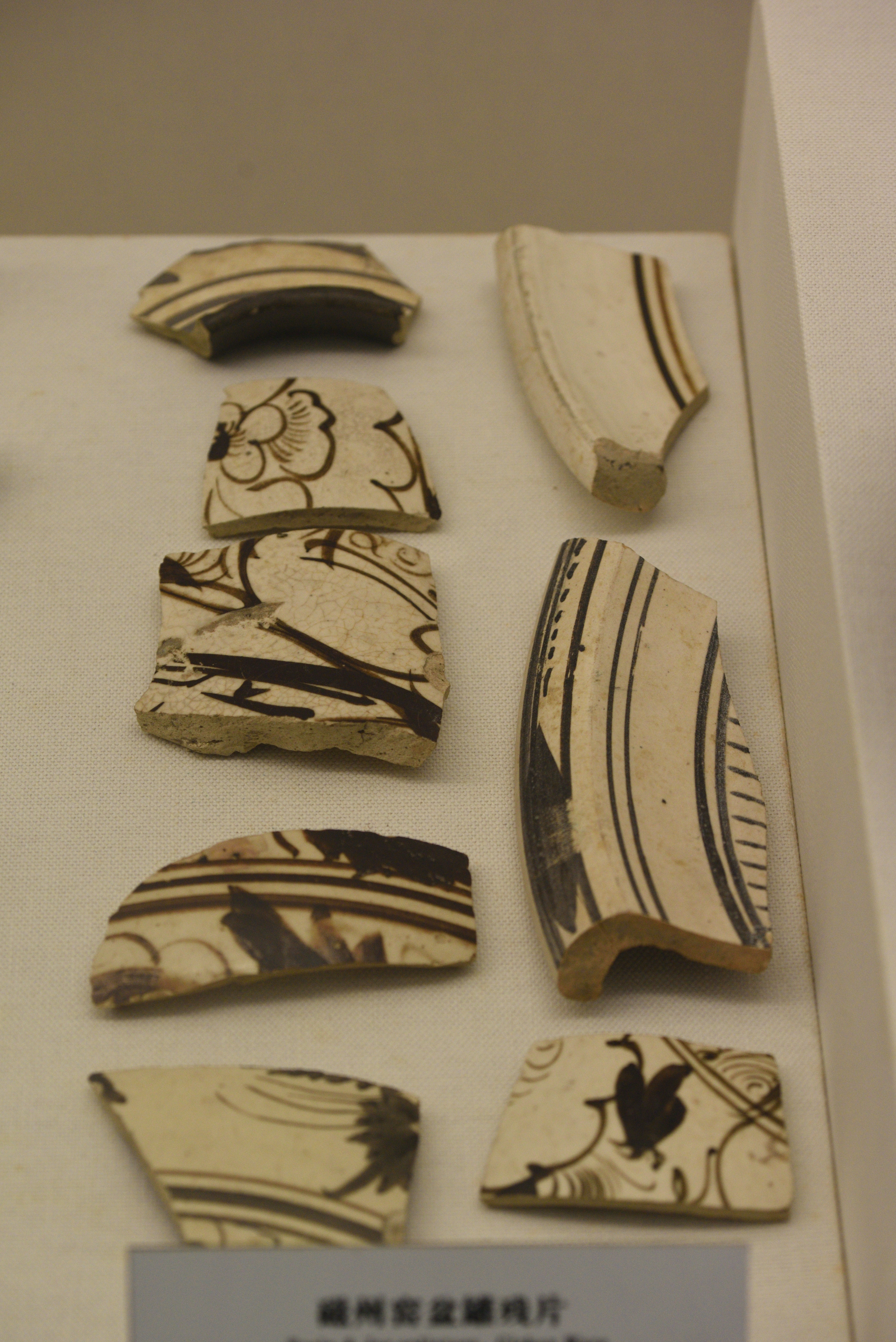
磁州窑盆罐残片
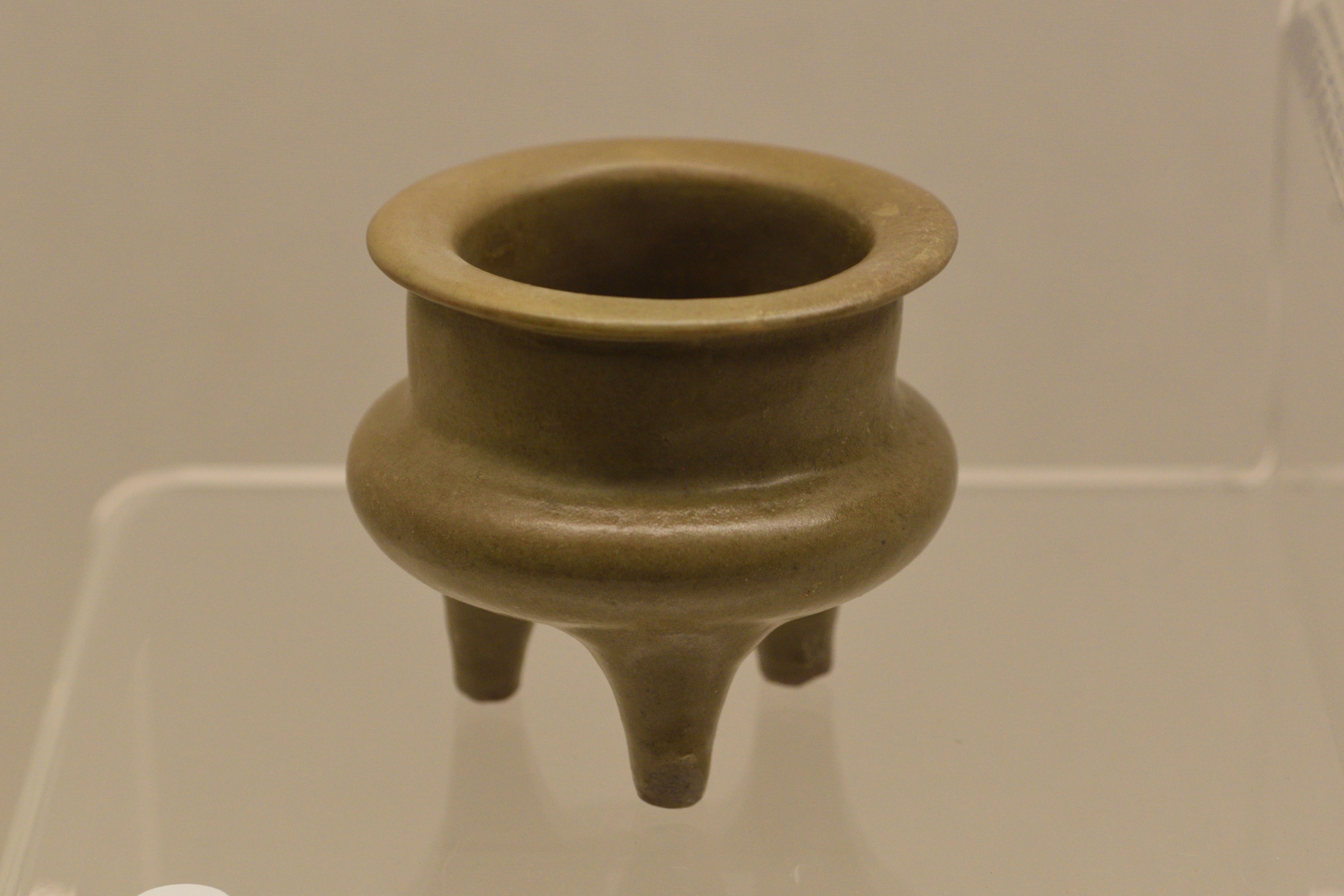
龙泉窑炉
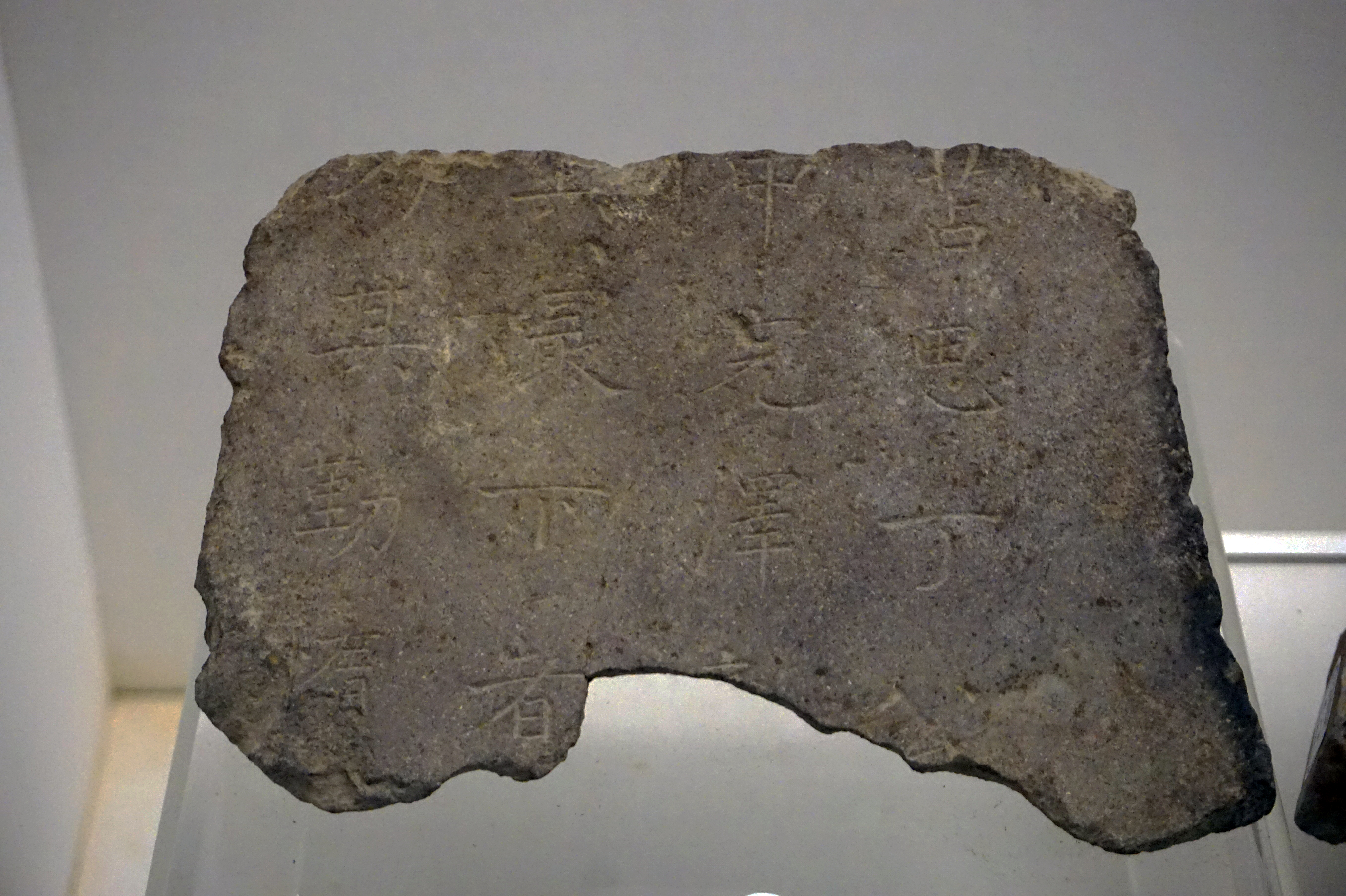
元“苫思丁”铭残碑